# فرخيات رائعة
فرخيات رائعة (الاسم العلمي: Callanthiidae)، فصيلة أسماك صغيرة (حوالي 14 نوعًا) من الفرخيات. أغلب الأنواع توجد في منطقة المحيط الهادي الهندي. وهناك بعض أنواع الفرخ الرائع توجد في المحيط الأطلسي.